# Chevrolet Classic Six
Der Chevrolet Classic Six Serie C war ein PKW der oberen Mittelklasse, der zwischen 1912 und 1914 von Chevrolet als erstes Fahrzeug hergestellt wurde. Das viertürige Fahrzeug wurde im November 1911 eingeführt und war nur als 5-sitziger Tourenwagen in schwarz-blauer Lackierung mit schwarzen Kotflügeln und schwarzer Motorhaube erhältlich. Es hatte einen Sechszylinder-Reihenmotor mit 2 Zylinderblöcken à 3 Zylindern mit stehenden Ventilen, T-Köpfen und zwei unten liegenden Nockenwellen. Die Maschine mit 4900 cm³ Hubraum entwickelte eine Leistung von 40 bhp (ca. 29 kW). Die Motorkraft wurde über eine Konuskupplung und ein manuell zu schaltendes Dreiganggetriebe an die Hinterräder weitergeleitet. Die Hinterräder waren mit Trommelbremsen versehen. Der Wagen hatte einen sehr großen Radstand von 120 Zoll (3048 mm). Der Verkaufspreis betrug 2250 US$ (das entspricht mit Stand 2025 etwa 61.200 EUR).
Bereits am 11. November 1911, also eine Woche nach Gründung der Firma Chevrolet, wurde ihr erstes Automobil angekündigt. Es sollte ein leichter und preiswerter Sechszylinder „französischen Stils“ werden. Die Zusammenarbeit zwischen Chevrolet und Durant stand allerdings von Anfang an unter keinem guten Stern. Nicht nur, dass sich die Vorstellung des neuen Automobils immer wieder verzögerte, statt des angekündigten Modells lieferte Louis Chevrolet schließlich ein schweres und luxuriöses Fahrzeug ab, das außer einem Motor mit 6 Zylindern kaum etwas mit dem leichten und günstigen Wagen gemein hatte, der erwartet wurde. Damit positionierte sich Chevrolet zwischen populäre Fahrzeuge der gehobenen Mittelklasse wie dem Cadillac, dem größten Buick oder dem „kleinen“ Rambler. Das eigentlich vorgesehene Fahrzeug wurde in aller Eile bei Little entwickelt.
Dieser Konkurrenz hatte der Classic Six den Sechszylindermotor voraus. Er bot außerdem den längsten Radstand und musste sich bei einem konkurrenzfähigen Preis nur dem Rambler in Bezug auf die Leistung geschlagen geben; mit einer Höchstgeschwindigkeit von 105 km/h war er, wie man es vom Produkt eines passionierten Rennfahrers erwarten konnte, außerdem schnell.
Im Modelljahr 1913 wurde der Wagen ohne große Veränderungen weitergebaut. Lediglich die vorher senkrecht stehende Windschutzscheibe war leicht nach hinten geneigt. Der Preis stieg auf 2500 US$.
1914 wurden dem bis dahin einzigen Chevrolet-Modell mit dem Serie H kleinere und günstigere Modelle zur Seite gestellt. Am Classic Six wurden in diesem Jahr allerdings keinerlei Veränderungen vorgenommen.
Im Folgejahr wurde der schwere Sechszylinder ohne direkten Nachfolger eingestellt; die Erfahrungen dieses Qualitätswagens flossen indes mit jenen vom Little Six zusammen in ein Nachfolgeprojekt, den Light Six Serie L.
In drei Jahren entstanden ca. 10.000 Chevrolet Classic Six. 